# 1925 en musique
| \| • Retour à la chronologie générale de la musique populaire • \| |
| XXIe siècle • XXe siècle • XIXe siècle • XVIIIe siècle XVIIe siècle • XVIe siècle • XVe siècle • XIVe siècle XIIIe siècle • XIIe siècle • XIe siècle • Xe siècle IXe siècle • VIIIe siècle • Haut Moyen Âge • Rome • Grèce |
| • Retour à la chronologie générale de la musique populaire • |

| • Retour à la chronologie générale de la musique populaire • |

| Années de la musique populaire : 1922 - 1923 - 1924 - 1925 - 1926 - 1927 - 1928    |
| Décennies de la musique populaire : 1890 - 1900 - 1910 - 1920 - 1930 - 1940 - 1950 |

Cet article présente les faits marquants de l'année 1925 en musique.

## Évènements
- Création du disque 78 tours.
- 14 janvier : Bessie Smith et Louis Armstrong enregistrent St. Louis Blues[1].
- 19 mars : Ben Bernie and his Hotel Roosevelt Orchestra enregistrent la chanson Sweet Georgia Brown.
- 11 avril : Premier enregistrement de Lonnie Johnson à Saint-Louis, Missouri, avec Mr. Johnson's Blues[2].
- 29 avril : Fred Astaire et Adele enregistrent Fascinating Rhythm de George et Ira Gershwin[3].
- 13 mai : Ethel Waters enregistre Sweet Georgia Brown à son tour[3].
- 16 septembre : Création  à Broadway, puis à Londres, de la comédie musicale No, No, Nanette, qui contient notamment la chanson Tea for Two, avec Louise Groody et Jack Barker[4],[5]. Elle est adaptée l'année suivante à Paris au Théâtre Mogador avec Loulou Hégoburu et Adrien Lamy.
- 2 octobre : La danseuse noire américaine Joséphine Baker est la vedette de la Revue nègre à Paris, qui comprend aussi Sidney Bechet.
- 20 octobre : Ethel Waters enregistre Dinah[6].
- 28 novembre : 
  - Maurice Chevalier chante Valentine dans la revue Paris en fleurs au Casino de Paris[7].
  - Le Grand Ole Opry est diffusé pour la première fois à Nashville par la radio WSM (initialement sous le nom de « WSM Barn Dance »)[6].
- Décembre : premiers enregistrements du bluesman Blind Lemon Jefferson pour Paramount[8].
- Décembre : Ma Rainey and Her Georgia Band enregistre Chain Gang Blues et Stack O' Lee Blues avec Louis Armstrong.

## Naissances
- 27 février : Hardrock Gunter, chanteur américain de rhythm and blues († 15 mars 2013).
- 25 juin : Clifton Chenier, musicien cadien de zydeco († 12 décembre 1987).
- 6 juillet : Bill Haley, chanteur et guitariste de rock 'n' roll américain († 9 février 1981).
- 16 septembre : B. B. King, guitariste et chanteur de blues américain († 15 mai 2015).
- 12 décembre : Michael « Dodo » Marmarosa, pianiste de jazz († 17 septembre 2002).

## Principaux décès
- 11 février : Aristide Bruant